# Debra LaFave
Debra Jean Beasley, mais conhecida pelo seu antigo nome de casada Debra Lafave, (Riverview, Florida, 28 de agosto de 1980) é uma ex-professora estadunidense. Em 2005, ela confessou ter tido relações sexuais com um estudante de 14 anos.

## Primeiros anos de vida e educação
Lafave é formada na University of South Florida. Ela sempre teve ótimas notas na faculdade  e, depois de graduada, conseguiu um emprego como professora de Inglês no colégio Angelo L. Greco Middle School em Temple Terrace, Flórida. Ela se casou com Owen Lafave, em 2003.

## O Relacionamento
Lafave fez sexo oral e manteve relações sexuais com um estudante em quatro ocasiões diferentes, em sua sala de aula, em seu carro e em sua casa.

## Prisão e julgamento
Os investigadores souberam do caso depois de terem sido notificados pela mãe do menino. Os oficiais gravaram conversas entre Lafave e o garoto, e prenderam ela durante um encontro dos dois. Duas das acusações que tinham contra ela foram arquivadas porque os incidentes alegados ocorreram em condados diferentes. A data do julgamento foi definida depois de a defesa não concordar com um acordo judicial que envolvia o tempo de prisão.
Pouco antes do julgamento começar, a mãe do menino soube que este seria coberto pela Court TV, e concordou com um acordo judicial, sem tempo de prisão, a fim de evitar que seu filho tivesse que testemunhar no tribunal. Lafave se declarou culpada no âmbito do acordo e foi sentenciada a prisão domiciliar, sete anos de liberdade condicional, e foi forçada a se registrar como uma abusadora sexual, juntamente com vários outros requisitos.

## Aparência física
Comentaristas afirmaram que a atenção dada a este caso em particular se devia a beleza física de Lafave. Fotografias provocativas de Lafave circularam na internet desde que ela ganhou notoriedade.
O Departamento de Polícia de Tampa fez uma investigação minuciosa quando foi revelado que tiraram fotos dela nua em uma cela de prisão. John Gillespie, o detetive que pediu as fotos nuas de Lafave, foi preso, antes do julgamento, por prostituição.

## Resultado
Lafave atribuiu suas indiscrições a um distúrbio bipolar, que está associado a intensas e irregulares alterações de humor, e à hipersexualidade.
Ela foi presa em 4 de Dezembro de 2007, por violar sua condicional conversando com uma menina de um restaurante que tinha 17 anos de idade. O tribunal decidiu, no entanto, que a violação não foi nem intencional, nem substancial, e não revogou sua condicional. Em Julho de 2008, LaFave pediu para converter o restante de sua prisão domiciliar a liberdade condicional, tendo já cumprido outros termos do acordo, tais como terapia sexual e serviços à comunidade. Sua petição foi concedida e sua prisão domiciliar terminou quatro meses antes. Em 29 de Outubro de 2009, foi anunciado que tinha sido permitido que ela tivesse contato com algumas crianças.
O ex-marido de Lafave apareceu em inumeros talk shows contando como o crime de sua ex-esposa tinha afetado o relacionamento deles. Ele aparece no documentário After School, que foca no relacionamento professor/aluno.
Em 22 de Setembro de 2011, Lafave terminou sua liberdade condicional, quatro meses antes, por ter cumprido todas as suas outras obrigações, e também por ter virado, recentemente, mãe. Sua petição foi concedida e sua condicional terminou no mesmo dia. A família da vítima afirmou que vai recorrer da decisão.